# Yogi Bär (Film)
Yogi Bär (Originaltitel: Yogi Bear) ist ein US-amerikanischer Spielfilm des Regisseurs und Effektkünstlers Eric Brevig. Der Film basiert auf der erstmals 1958 erschienenen Cartoon-Figur Yogi Bär der Hanna-Barbera-Studios. Die Hauptrollen der Bären Yogi und Boo Boo wurden am Computer animiert und im Original von den Hollywood-Schauspielern Dan Aykroyd und Justin Timberlake gesprochen.

## Handlung
Die beiden Braunbären Yogi und Boo Boo leben im Jellystone Park. Sie haben eine Schwäche für Picknick-Körbe, die sie meist den Parkbesuchern stehlen. Die Parkranger Smith und Jones versuchen vergeblich sie davon abzuhalten. Währenddessen erhält der verschwenderische Bürgermeister Brown die Nachricht, dass die Stadt bankrott ist. Um sich eine gute Position bei der Wahl des Gouverneurs zu verschaffen, entscheidet Brown, Jellystone abzuholzen. Um den Park zu retten, veranstaltet Ranger Smith mit der Tierfilmerin Rachel eine 100-Jahr-Feier in Jellystone, mit der er so viel Geld einnehmen will, wie nötig. Bürgermeister Brown lässt die Party von Ranger Jones sabotieren und ernennt ihn nach der gelungenen Sabotage zum neuen Chef-Ranger. Smith wird in einen kleinen Park in der Innenstadt versetzt. Als Yogi und Boo Boo bemerken, dass Jellystone abgeholzt wird, suchen sie Ranger Smith in der Stadt auf und berichten ihm. Mit Smith wieder im Park angekommen, bemerken sie Rachel. Sie hat mit einer Kamera, die Boo Boo tragen muss, eine Schildkröte gefilmt, wie sich herausstellt, Boo Boos Haustier. Diese Schildkröte ist die letzte ihrer Art und somit gefährdet, weshalb ihr natürlicher Lebensraum nicht zerstört werden darf. Als Brown davon erfährt, will er die Schildkröte beseitigen, denn ausgerechnet jetzt will er eine Pressekonferenz in Jellystone halten. Als Yogi, Boo Boo, Rachel, Smith und Jones mit der Schildkröte zu Brown kommen, meint dieser, Macht sei wichtiger als Gesetz und beginnt seine Pressekonferenz. Es gelingt jedoch die Aufzeichnungen von Boo Boos Kamera, mit der er Brown aufgenommen hat, in die Konferenz einzuschleusen, womit Browns Pläne aufgedeckt werden. Nach der Rettung des Parks, stehlen Yogi und Boo Boo weiter Körbe.

## Hintergrund
Yogi Bär war die erste Verfilmung einer Hanna-Barbera-Geschichte ohne die Mitarbeit von William Hanna und Joseph Barbera, da diese schon 2001, bzw. 2006 starben.
Am 2. Oktober 2008 wurde bekanntgegeben, dass ein Realfilm über Yogi Bär in Arbeit ist. Ursprünglich sollte Ash Brannon Regie führen, jedoch entschied man sich für Eric Brevig, als entschieden war, dass es ein 3D-Film werden sollte. Da das Warten auf den Sommer auf der Nordhalbkugel den Dreh um sechs Monate verzögern würde, drehte man in Neuseeland. Am 28. Juli 2010 erschien der erste Trailer zum Film. Zuvor sollte der Film schon am 25. Juni 2010 erscheinen, das Erscheinungsdatum wurde aber auf den 17. Dezember 2010 verschoben.
Für die CGI-Effekte war Rhythm & Hues zuständig, wie bereits bei den Hanna-Barbera-Filmen Flintstones – Die Familie Feuerstein (1994), Die Flintstones in Viva Rock Vegas (2000), Scooby-Doo (2002) und Scooby Doo 2 – Die Monster sind los (2004).

## Rezeption
Obwohl der Film hauptsächlich negative Kritiken erhielt, ist das Einspielergebnis relativ hoch. In der ersten Woche spielte er 28 Millionen US-Dollar ein.

## Auszeichnungen
Environmental Media Award 2011
- Auszeichnung in der Kategorie Spielfilm[3]

Teen Choice Awards 2011
- Nominierung für Justin Timberlake in der Kategorie Choice Animated Movie Voice